# わたしの図書室
わたしの図書室（わたしのとしょしつ）は、アール・エフ・ラジオ日本等で放送している30分間の朗読番組である。かつては『夜の図書室』という番組名だった。

## 概要
日本で育った人なら多くの人が知っているような昔懐かしい物語、たとえば太宰治や宮沢賢治、芥川龍之介などの作品を朗読して聞かせてくれる番組である。放送されたもののうち、好評だったものをiTunesのミュージックショップでオーディオブックとして販売している。なお、今日の放送において、放送禁止用語等の放送倫理に抵触するような不適切表現もまれに放送されるが、大抵の放送では「著作者や原作文の意思を尊重して」そのまま朗読する場合がある旨が放送されている。
また、2024年1月18日（RFラジオ日本基準）放送の回では、この番組の朗読者の一人である羽佐間道夫著「90歳現役声優　元気がでる『声』の話」を自ら朗読する企画が放送される。
ネット局を含め、コマーシャルを提供する企業はないが、朗読にRFラジオ日本の大株主である日本テレビ放送網の井田由美が携わっているため、事実上日テレ協賛の番組になっており、過去のネット局を含め、ネット受けを行っている放送局は、すべてテレビ系列が日本テレビネットワーク協議会（NNS）/日本ニュースネットワーク（NNN）の正加盟局である。

## ネット局・放送時間

### 現在
| 放送対象地域 | 放送局            | 放送曜日・時間    | 放送期間        | 備考    |
| ------------ | ----------------- | ----------------- | --------------- | ------- |
| 神奈川県     | RFラジオ日本      | 木曜 23:30 - 0:00 | 2009年10月8日 - | 制作局  |
| 香川県       | 西日本放送（RNC） | 日曜 5:00 - 5:30  | 2020年1月5日 -  | 3日遅れ |
| 徳島県       | 四国放送（JRT）   | 土曜 5:00 - 5:30  | 2015年10月3日 - | 2日遅れ |

### 過去
| 放送対象地域 | 放送局            | 放送曜日・時間               | 放送期間                        |
| ------------ | ----------------- | ---------------------------- | ------------------------------- |
| 北海道       | STVラジオ         | 月曜 0:30 - 1:00（日曜深夜） | 2009年10月12日 - 2010年4月5日   |
| 秋田県       | 秋田放送（ABS）   | 土曜 22:00 - 22:30           | 2009年10月10日 - 2010年4月3日   |
| 秋田県       | 秋田放送（ABS）   | 土曜 21:30 - 22:00           | 2010年4月10日 - 2010年10月2日   |
| 秋田県       | 秋田放送（ABS）   | 土曜 18:30 - 19:00           | 2010年10月16日 - 2011年4月2日   |
| 秋田県       | 秋田放送（ABS）   | 土曜 21:30 - 22:00           | 2011年4月9日 - 2013年3月30日    |
| 富山県       | 北日本放送（KNB） | 日曜 7:30 - 8:00             | 2011年4月10日 - 2013年9月29日   |
| 富山県       | 北日本放送（KNB） | 土曜 8:30 - 9:00             | 2013年10月5日 - 2013年12月28日  |
| 富山県       | 北日本放送（KNB） | 日曜 5:00 - 5:30             | 2014年1月5日 - 2014年3月30日    |
| 香川県       | 西日本放送（RNC） | 日曜 23:00 - 23:30           | 2009年10月11日 - 2019年12月29日 |
| 徳島県       | 四国放送（JRT）   | 土曜 12:00 - 12:30           | 2011年10月8日 - 2013年3月30日   |
| 徳島県       | 四国放送（JRT）   | 日曜 20:00 - 20:30           | 2013年4月7日 - 2013年9月29日    |
| 徳島県       | 四国放送（JRT）   | 日曜 18:30 - 19:00           | 2013年10月6日 - 2014年3月30日   |
| 徳島県       | 四国放送（JRT）   | 土曜 18:30 - 19:00           | 2014年4月5日 - 2014年9月27日    |
| 徳島県       | 四国放送（JRT）   | 日曜 23:00 - 23:30           | 2014年10月5日 - 2015年9月27日   |

## 特別番組
不定期に、特集企画や特別番組を放送している。
| 放送年月日                  | 企画タイトル                                                       | 朗読書籍等 | 朗読者                                | 参加団体／ゲスト等 | 備考 |
| --------------------------- | ------------------------------------------------------------------ | --- | ------------------------------------- | --- | --- |
| 2023年 10月12日・19日       | 「わたしの図書室スペシャル キッス キッス キッス」                  | 渡辺淳一著「キッス キッス キッス」 | 羽佐間道夫、井田由美                  | - | 羽佐間と同じ1931年生の作家・渡辺が、明治・大正・昭和初期の文化人である島村抱月、竹久夢二、芥川龍之介、太宰治、山本五十六らが愛しい女性にささげた恋文を読み解いた評論小説を朗読する |
| 2023年 10月5日              | 「わたしの図書室スペシャル～トークとアーカイブスで振り返る17年～」 | - | 羽佐間道夫、井田由美                  | - | 番組の放送開始から17周年になるとともに羽佐間が2023年に90歳・卒寿を迎えるのを記念し、第1回・2005年放送当時を含む過去の録音を振り返り、また羽佐間の朗読のコツ、これまでの楽しかったエピソードを井田とともに振り返る。なお、この回は偶然にも888回目だった |
| 2023年 3月30日              | 遠藤周作 生誕100年                                                 | 『生きていたコリンヌ』 | 井田由美                              | - | 1955年の芥川賞受賞直後の頃に発表された、単行本未収録の貴重な作品を集めた「秋のカテドラル」の中の1作 |
| 2023年 3月23日              | 遠藤周作 生誕100年                                                 | 『生きていたコリンヌ』 | 井田由美                              | - | 1955年の芥川賞受賞直後の頃に発表された、単行本未収録の貴重な作品を集めた「秋のカテドラル」の中の1作 |
| 2023年 3月16日              | 遠藤周作 生誕100年                                                 | 『俺とソックリな男が...』 | 羽佐間道夫                            | - | 1969年に発表された「ユーモア小説集」の中の1作 |
| 2023年 3月9日               | 遠藤周作 生誕100年                                                 | 『俺とソックリな男が...』 | 羽佐間道夫                            | - | 1969年に発表された「ユーモア小説集」の中の1作 |
| 2023年 1月19日              | 公開録音 リーディング＆シネマ／川端康成 葬式の名人                 | *『反橋』 *『雪国』 *『葬式の名人』 *『師の棺を肩に』 *『片腕』 *『花』 | 羽佐間道夫 井田由美 他4名(備考欄参照) | - | *2022年12月22日、渋谷：シダックスカルチャーホールにて開催されたイベント「リーディング＆シネマ／川端康成 葬式の名人」の模様を放送。（なおこの公開録音の当日、ホールでは朗読の後に映画「葬式の名人」が上映された） ＜羽佐間・井田以外の朗読者4名＞ 永沼伊久也、多井一晃、井上寧子、橘しおん ＜脚本・演出＞ 大野裕之（解説とトークも担当。大野は川端康成と同じ大阪府立茨木高等学校の卒業生） ＜ピアノとチェロ＞ 古後公隆 |
| 2022年 8月4日               | 芥川龍之介 生誕130年                                               | 『舞踏会』 | 羽佐間道夫 井田由美                   | - | 作者のいわゆる「文明開化もの」と呼ばれるジャンルの1作品 |
| 2022年 7月28日              | 芥川龍之介 生誕130年                                               | 『あばばばば』 | 井田由美                              | - | 作者のいわゆる「保吉もの」と呼ばれるジャンルの1作品 |
| 2022年 7月21日              | 芥川龍之介 生誕130年                                               | *『お時儀』 *『尾生の信』 | 羽佐間道夫                            | - | 『お時儀』も作者の「保吉もの」の1作品 |
| 2022年 4月21日              | わたしの図書室スペシャル・にほんの詩集                             | *金子みすゞ 『わたしと小鳥とすずと』 *吉野弘 『祝婚歌』 *谷川俊太郎 『おに』 *中島みゆき 『糸』                                                                                                 | ※備考欄参照                           | 谷川俊太郎 角川春樹 | ＜司会進行＞ 井田由美 ＜各朗読者＞ 戸田恵子 - 金子みすゞ・中島みゆきの詩を朗読 羽佐間道夫 - 吉野弘の詩を朗読 谷川俊太郎 - 自らの詩『おに』を朗読 *吉野弘の『祝婚歌』の朗読の後、谷川俊太郎×角川春樹の対談をオンエア *中島みゆきの『糸』の朗読の後、※「糸」をフルコーラスオンエア |
| 2022年 4月14日              | わたしの図書室スペシャル・にほんの詩集                             | *宮沢賢治 『雨ニモマケズ』 *工藤直子 『あいたくて』 *長田弘 『ブドー酒の日々』 *中島みゆき 『時代』 *谷川俊太郎 『生きる』                                                                      | ※備考欄参照                           | 谷川俊太郎 角川春樹 | ＜司会進行＞ 井田由美 ＜各朗読者＞ 羽佐間道夫 - 宮沢賢治・長田弘の詩を朗読 戸田恵子 - 工藤直子・中島みゆき・谷川俊太郎の詩を朗読 *中島みゆきの『時代』の朗読の後、「時代」をワンコーラスオンエア。その後、谷川俊太郎×角川春樹の対談をオンエア ≪番組構成≫ 角川春樹事務所創立30周年を記念して出版される「シリーズ・にほんの詩集」に収録される詩人たちの詩から7名・9編を選び紹介。また、井田由美の司会の元に谷川俊太郎の自宅で行なわれた、角川春樹との対談の模様も放送。 その2年半後の2024年11月に谷川が死去したのに伴い、同11月28日放送分で、この対談の追悼再編集版が放送された。 |
| 2022年 1月1日               | 新春 スペシャル                                                    | 瀬戸内寂聴：短編『髪』全編 | 井田由美                              | - | *作者の2021年11月9日・99才他界に伴う追悼企画（2020年10月第1週・第2週に「番組開始15周年」として放送した本作を再編したもの） *15:00-15:55に一挙放送 |
| 2021年 10月21日             | ドストエフスキー 生誕200周年                                       | *萩原朔太郎 『初めてドストイェフスキイを讀んだ頃』 *ドストエフスキー 『キリストのヨルカに召された少年』（訳：神西清）                                                                           | 井田由美                              | - | （※『キリストのヨルカに召された少年』は、『作家の日記』（Мальчик у Христа на ёлке）に収録された短編。 タイトルは『キリストのもみの木祭りに行った男の子』と訳されている場合がある） |
| 2021年 10月14日             | ドストエフスキー 生誕200周年                                       | ドストエフスキー 『クリスマスと結婚式』（訳：米川正夫） | 井田由美                              | - | - |
| 2021年 10月7日              | ドストエフスキー 生誕200周年                                       | ドストエフスキー 『百姓マレイ』（訳：米川正夫） | 井田由美                              | - | - |
| 2020年 10月15日・22日・29日 | 番組開始15周年                                                     | 五木寛之 『大河の一滴』 | 羽佐間道夫                            | - | - |
| 2020年 10月1日・8日         | 番組開始15周年                                                     | 瀬戸内寂聴：短編『髪』 | 井田由美                              | - | ※当該オンエアの後、2021年11月9日に作者が他界。これを受け2022年1月1日に新春スペシャル（追悼企画）として改めて本作を放送した。 |
| 2020年 7月23日              | オリンピック 特集                                                  | 「人生のチャンピオン 1984年 ロサンゼルス」 （柔道／山下泰裕選手） | 矢田雄二郎                            | - | 2020年東京オリンピック直前企画 （講談社・青い鳥文庫刊 「ほんとうにあったオリンピックストーリーズ」所収） |
| 2020年 7月16日              | オリンピック 特集                                                  | 「ガイドランナー 絆が生んだ栄光 1996年アトランタ」 （視覚障害者マラソン／柳川春己選手 伴走者：安田享平）                                                                                        | 小林幸明                              | - | 2020年東京オリンピック直前企画 （講談社・青い鳥文庫刊 「ほんとうにあったオリンピックストーリーズ」所収） |
| 2020年 7月9日               | オリンピック 特集                                                  | *「世界一おそいタイム」 （マラソン／金栗四三選手） *「オリンピックのおいしい舞台裏」 （選手村の食事／村上信夫 (シェフ)） *「世界でただひとつのメダル」 （棒高とび／西田修平選手・大江季雄選手） | 細渕武揚                              | - | 2020年東京オリンピック直前企画 （講談社・青い鳥文庫刊 「ほんとうにあったオリンピックストーリーズ」所収） |
| 2019年 3月28日              | ラジオ日本 開局60周年                                              | ※公開収録時トークショーを放送 | 羽佐間道夫 井田由美                   | 「わたしの図書室in日比谷図書文化館」 （2019年3月2日・日比谷コンベンションホールで開催の公開収録内容を放送） ＜ステージMC＞河村由美 | ＜ゲスト＞阿刀田高 |
| 2019年 3月21日              | ラジオ日本 開局60周年                                              | 松本清張『二階』 | 羽佐間道夫 井田由美                   | 「わたしの図書室in日比谷図書文化館」 （2019年3月2日・日比谷コンベンションホールで開催の公開収録内容を放送） ＜ステージMC＞河村由美 | - |
| 2012年 5月31日              | 朗読ライブ4                                                        | 森鴎外『最後の一句』 | 羽佐間道夫 井田由美                   | 神奈川県立座間高等学校 放送部員 | - |
| 2011年 11月3日              | 朗読ライブ3                                                        | *太宰治『黄金風景』 *林芙美子『蛙』 | 羽佐間道夫 井田由美                   | 朗読教室のみなさん | - |
| 2011年 3月31日              | 朗読ライブ2                                                        | ※不明 | 羽佐間道夫 井田由美                   | 社会福祉法人さぽうと21 | - |
| 2010年 11月18日             | 朗読ライブ -朗読のチカラ-                                          | 宮沢賢治『雪渡り』 | 羽佐間道夫 井田由美                   | 「いるか分教室」の子供たち （国立がん研究センター・中央病院内 東京都立墨東特別支援学校・分教室）                                   | - |
| 2009年 11月26日             | 向田邦子 生誕80周年 ラジオ日本 開局50周年                          | 向田邦子：台本 『再現・アナタと夜のハーモニー』 | 羽佐間道夫 井田由美                   | - | 司会：倉林由男 |

## 出演者
- 井田由美（日本テレビアナウンサー）
- 羽佐間道夫

基本的には数回程度の交代で担当するが、まれに2氏共演の回もある。上記2名以外に、ラジオ日本のアナウンサー（細渕武揚、矢田雄二郎、小林幸明）らが朗読することがある。なお稀な例だが、作品の著者自身が朗読したこともある。
- 著者・朗読者／柳美里、朗読作品／『月へのぼったケンタロウくん』（2007年11月8日[46]（※番組名「夜の図書室」時代））
- 著者・朗読者／下重暁子、朗読作品／『砂漠に風が棲んでいる』（2016年4月14日[47]）

## テーマソング
- Rakira（ラキラ）『遠くへ』